# نپتون داغ

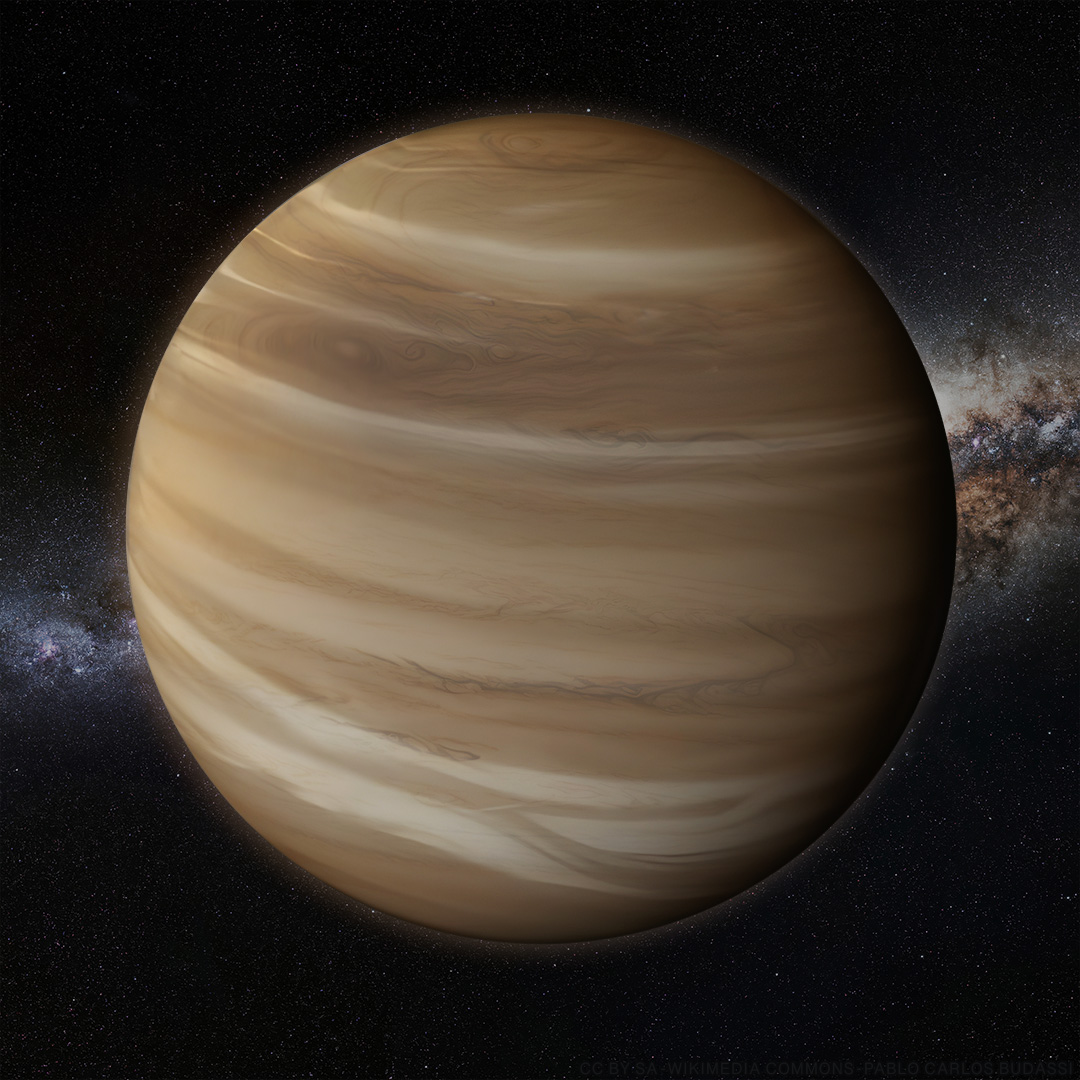
تصوری هنری از نپتون داغ

نپتون داغ یا هاپتون  نوعی سیاره غول‌پیکر با جرمی مشابه جرم اورانوس یا نپتون است که نزدیک به ستاره خود، معمولاً کمتر از 1 واحد نجومی می چرخد.  اولین نپتون داغی که با قطعیت در سال ۲۰۰۷ کشف شد، Gliese 436 b  بود که سیاره‌‍ای فراخورشیدی در فاصله 33 سال نوری است. مشاهدات اخیر تعداد زیادی نپتون داغ بالقوه را در راه شیری نسبت به آنچه قبلا تصور می شد، نشان داده است.  نپتون های داغ ممکن است درون جا یا برون‌جا تشکیل شده باشند. 